# Bila (Vitez, BiH)
Bila je naseljeno mjesto u općini Vitez, Federacija Bosne i Hercegovine, BiH.

## Povijest
Nastalo je 1985. izdvajanjem dijela naseljenog mjesta Mali Mošunj.

## Stanovništvo

### 1991.
| Bila               |                |
| godina popisa      | 1991.          |
| Hrvati             | 1.042 (68,28%) |
| Muslimani          | 228 (14,94%)   |
| Srbi               | 158 (10,35%)   |
| Jugoslaveni        | 68 (4,45%)     |
| ostali i nepoznato | 30 (1,96%)     |
| ukupno             | 1.526          |

### 2013.
| Bila               |                |
| godina popisa      | 2013.          |
| Hrvati             | 1.368 (88,54%) |
| Bošnjaci           | 121 (7,83%)    |
| Srbi               | 37 (2,39%)     |
| ostali i nepoznato | 19 (1,23%)     |
| ukupno             | 1.545          |

## Vanjske poveznice
- Satelitska snimka  Arhivirana inačica izvorne stranice od 3. srpnja 2020. (Wayback Machine)